# Черёмуха (Астраханская область)
Черёмуха — село в Красноярском районе Астраханской области России, до 2015 года образовывало административно-территориальную единицу и муниципальное образование «Село Черёмуха», наделённое статусом сельского поселения.

## География
Село расположено на левом берегу реки Бузан (рукав Волги) в пойменной зоне, в 3 км на юг от районного центра — села Красный Яр.

## История
Посёлок Черёмуха был основан в 1838 году, в нём числилось 77 дворов с населением 400 человек. Посёлок образован на месте рыболовного промысла купца Черемухина, от которого и получил своё название посёлок. Черемухинский сельсовет организован в 1918 году.
Муниципальное образование «Село Черёмуха» зарегистрировано управлением юстиции Администрации Астраханской области 24 декабря 1996 года за № 126
6 августа 2004 года в соответствии с Законом Астраханской области № 43/2004-ОЗ муниципальное образование «Село Черёмуха» наделено статусом сельского поселения.
Законом Астраханской области от 4 сентября 2015 года № 57/2015-ОЗ, административно-территориальные единицы и муниципальные образования «Забузанский сельсовет», «Красноярский сельсовет» и «Село Черёмуха» были преобразованы, путём их объединения, в административно-территориальную единицу и муниципальное образование «Красноярский сельсовет» с административным центром в селе Красный Яр.

## Население
| 2002 | 2010  | 2012  | 2013  | 2014  | 2015  |
| ---- | ----- | ----- | ----- | ----- | ----- |
| 1164 | ↘1157 | ↗1170 | ↗1174 | ↗1186 | ↗1214 |

Этнический состав в 2010 г.
| Национальность | Численность | Процент |
| -------------- | ----------- | ------- |
| Казахи         | 840         | 72,9%   |
| Русские        | 258         | 22,4%   |
| Татары         | 33          | 2,9%    |
| Ногайцы        | 7           | 0,6%    |
| Аварцы         | 5           | 0,4%    |
| Башкиры        | 4           | 0,3%    |
| Азербайджанцы  | 3           | 0,3%    |
| Чеченцы        | 3           | 0,3%    |
| Всего          | 1153        | 100%    |